# Bandorasa Wetan
Bandorasa Wetan is een bestuurslaag in het regentschap Kuningan van de provincie West-Java, Indonesië. Bandorasa Wetan telt 3527 inwoners (volkstelling 2010).